# La guerra de Charlie Wilson
 La guerra de Charlie Wilson (en inglés original: Charlie Wilson's War: The Extraordinary Story of the Largest Covert Operation in History,  más tarde titulada Charlie Wilson's War: The Extraordinary Story of How the Wildest Man in Congress and a Rogue CIA Agent Changed the History of Our Times) es una novela de George Crile III publicada en 2003. Detalla el papel del representante estadounidense Charlie Wilson en la prestación de asistencia a los muyahidines afganos durante la guerra afgano-soviética. Se adaptó al cine en 2007 con la película estadounidense Charlie Wilson's War de Mike Nichols, donde el papel de Wilson fue interpretado por Tom Hanks. 